# Giao dịch tài chính
Giao dịch tài chính là sự đồng thuận hay thỏa thuận giữa người mua và người bán nhằm trao đổi hàng hóa, dịch vụ hay tài sản để nhận lại một khoản tiền chi trả. Tất cả mọi giao dịch đều bao gồm sự thay đổi về tình trạng tài chính của từ hai tổ chức hoặc doanh nghiệp trở lên. Một giao dịch tài chính luôn bao gồm nhiều hơn một tài sản, thông dụng nhất là tiền hoặc một số vật phẩm khác có giá trị như vàng, bạc.
Trong đời sống thực tiễn có rất nhiều loại giao dịch tài chính. Trong đó, loại giao dịch phổ biến nhất là mua bán, diễn ra khi một món đồ, một dịch vụ hay các loại hàng hóa khác được bán cho người tiêu dùng để đổi lại tiền. Hầu hết các giao dịch mua bán có thể được thực hiện dưới nhiều hình thức như bằng tiền mặt, bằng thẻ ghi nợ hoặc séc. Bên cạnh đó, một phương thức thanh toán phổ biến khác là thẻ tín dụng - loại thẻ cung cấp cho người dùng dịch vụ "chi tiêu trước, trả tiền sau".

## Lịch sử hình thành

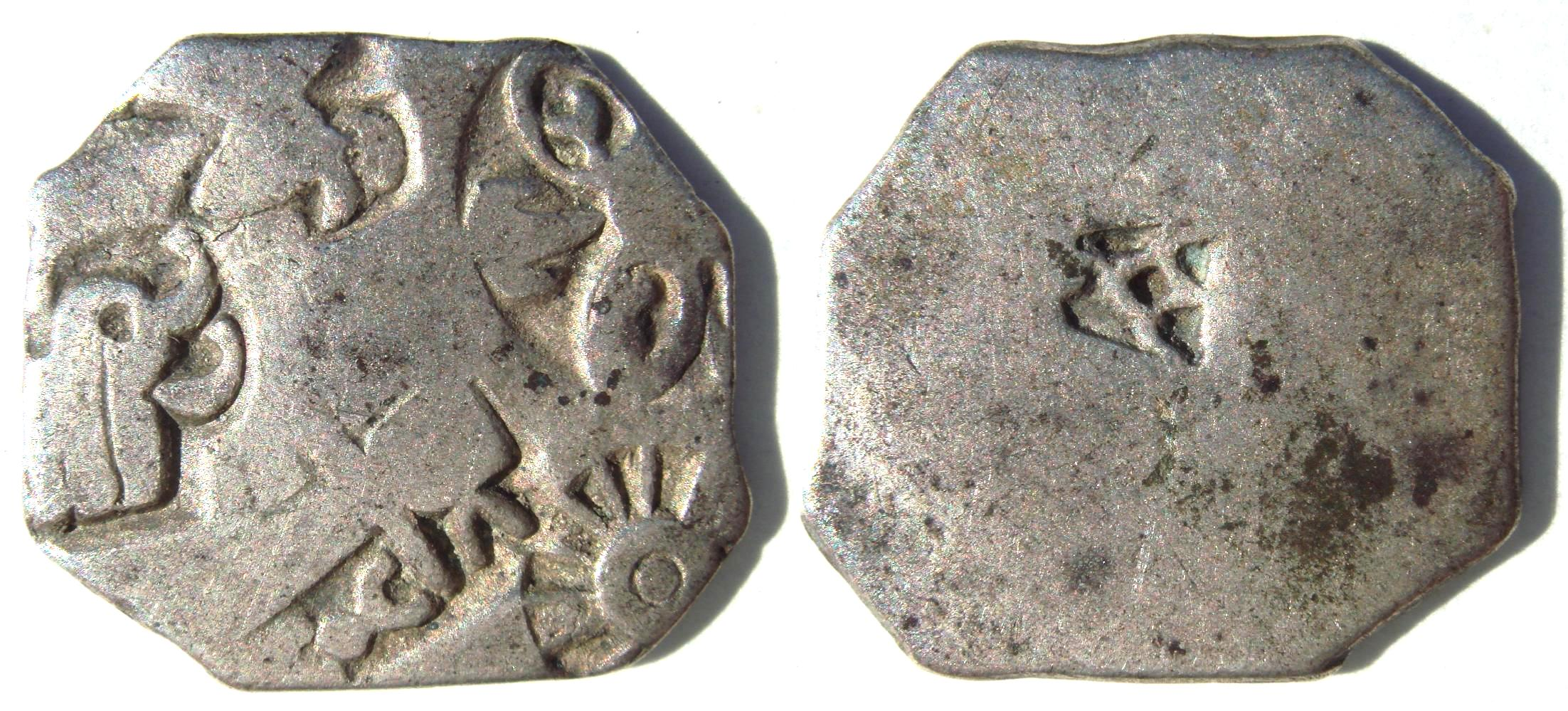
Đồng xu bạc của Đế chế Maurya, từ thế kỷ thứ 3 trước Công nguyên

Trên thực tế, không có bằng chứng nào chứng minh nền văn minh cổ đại hoạt động dựa trên việc trao đổi hàng hóa, dịch vụ này trực tiếp bằng hàng hóa, dịch vụ kia. Thay vào đó, hầu hết các nhà sử học tin rằng nền văn minh nhân loại hoạt động dựa trên nền kinh tế quà tặng và vay nợ. Nền kinh tế quà tặng hoạt động dựa trên sự cho và nhận quà với mong muốn nhận lại những hành động tương tự. Hệ thống ghi nợ và vay nợ chính thống đầu tiên được tạo ra bởi người Babylon vào khoảng năm 1800 trước Công nguyên. Họ đồng thời tính toán ra hệ thống giới hạn lãi suất đầu tiên dựa trên bộ luật Hammurabi.
Nhiều nền văn minh thời đó bắt đầu sử dụng tiền hàng hóa - loại tiền mà bản thân nó là một loại hàng hóa và có giá trị cố hữu. Loại tiền này bao gồm đồng tiền và đồng tiền bạc, cùng với một số loại hàng hóa phi kim như vỏ ốc, lông thú và ngô khô. Trong khoảng thời gian giữa năm 1000 trước Công nguyên và thiên niên kỷ 1, tiền xu trở nên phổ biến ở Châu Âu và Châu Á. Ở Anh, tiền giấy được lưu hành lần đầu vào thế kỷ 17. Mỗi tờ tiền được sử dụng với mong muốn chi trả một giá trị bằng với giá trị của đồng vàng trong giao dịch đó. Vào thế kỷ 20, nhiều nước quyết định bãi bỏ hệ thống đo lường giá trị bằng vàng, thay thế bằng hệ thống tiền tệ của chính phủ.
Từ những năm đầu của thế kỷ 21, ngân hàng số dần trở nên phổ biến hơn. Tính đến năm 2001, hàng chục triệu người đã và đang thực hiện các giao dịch ngân hàng của họ thông qua mạng internet. Đến năm 2021, khoảng từ 46% đến 82% các giao dịch được thực hiện qua hệ thống điện tử. Các loại tiền ảo dần trở nên phổ biến trong xã hội hiện nay. Bitcoin, một loại tiền ảo được ra mắt vào năm 2009, đã đạt giá trị hơn 1 nghìn tỷ Đôla vào năm 2021. Tuy nhiên, một điểm hạn chế của những đồng tiền ảo là do không được dựa trên bất kì tài sản thực tiễn nào, giá trị của tiền ảo có thể thay đổi một cách chóng mặt, có những lúc thay đổi hơn 20% giá trị trong một ngày.

## Các loại giao dịch

### Giao dịch tiền mặt

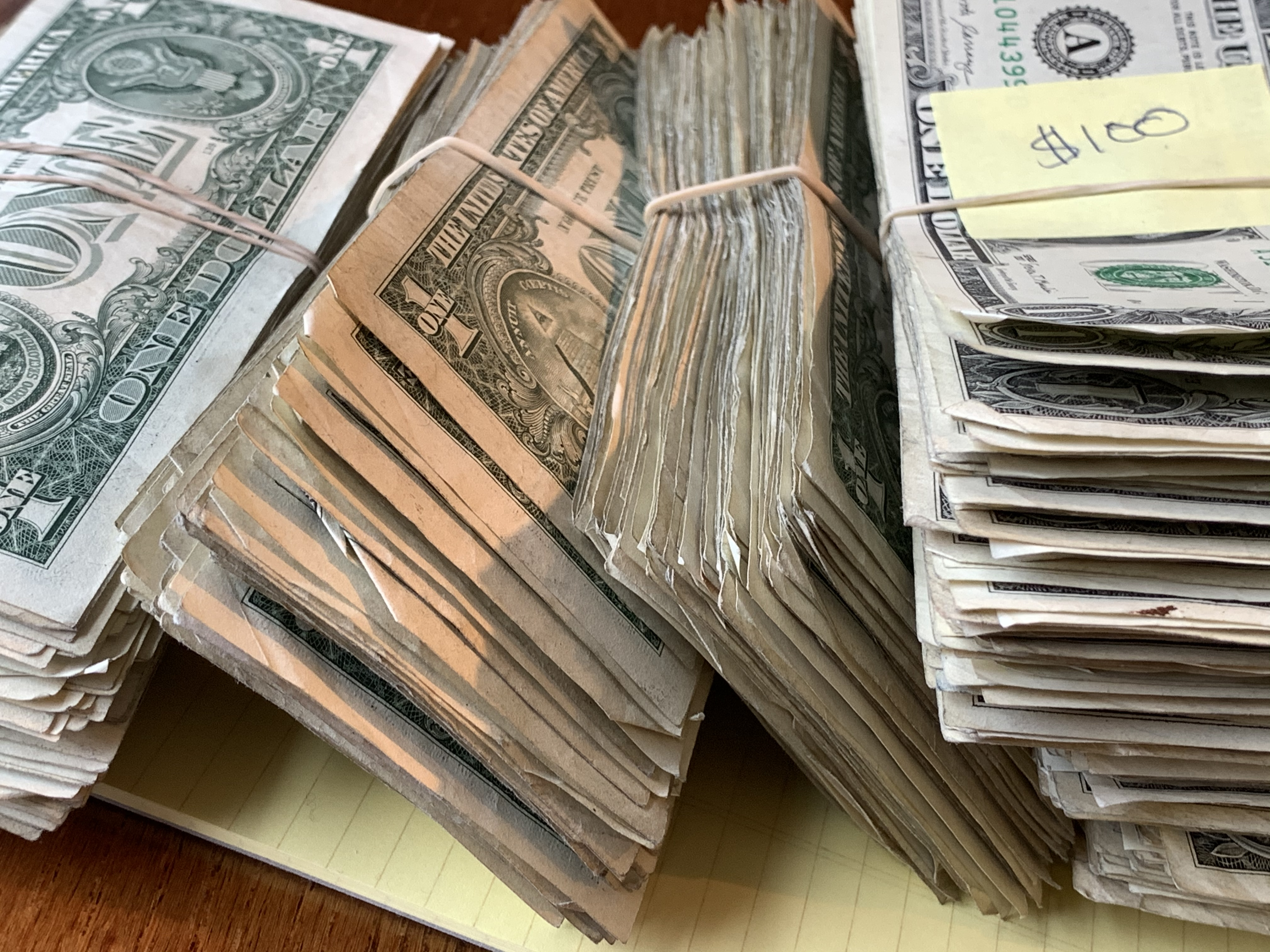
Việc mua hàng có thể được thực hiện thông qua việc sử dụng tiền tệ vật chất, chẳng hạn như tiền mặt.

Giao dịch tiền tệ là bất cứ giao dịch nào mà trong đó tiền được sử dụng để trao đổi hàng hóa hoặc dịch vụ. Giao dịch tiền tệ có thể nhắc tới những đồ vật được mua bằng tiền mặt (tiền xu, tiền giấy) hoặc mua thông qua thẻ ghi nợ. Khác với giao dịch tín dụng, trong giao dịch tiền tệ, tiền được lấy trực tiếp từ người mua và trả cho người bán.

### Giao dịch tín dụng
Các giao dịch này thường bao gồm những khoản thanh toán được lùi thời hạn sau khi tổ chức, doanh nghiệp đã được cung cấp hàng hóa hay dịch vụ nào đó. Khi thực hiện các giao dịch tín dụng, người bán nhận lại được một tài sản (khoản tiền thanh toán sau đó) và người mua sẽ có thêm một khoản nợ (khoản tiền cần chi trả cho người bán). Thẻ tín dụng là ví dụ điển hình về giao dịch tín dụng. Thẻ tín dụng được cung cấp cho khách hàng từ các ngân hàng với một hạn mức nhất định mà trong hạn mức đấy, người dùng có thể thoải mái chi tiêu, mua sắm. Khoản tiền này thường được đáo hạn vào một ngày nhất định trong tháng và phần tiền trả chậm sẽ phải chịu một mức lãi suất nhất định, đặt ra bởi chính ngân hàng phát hành thẻ.
Các khoản vay và hình thức vay thế chấp cũng là ví dụ của giao dịch tín dụng. Tổ chức cho vay đồng ý đưa một khoản tiền cho người vay và yêu cầu họ hoàn trả lại tất cả trong một khoảng thời gian cố định. Tổ chức cho vay thường tính thêm lãi suất - một số phần trăm trên tổng số tiền cho vay ban đầu. Khi so sánh với các khoản vay thông thường, vay thế chấp có sự khác biệt là khoản tiền cho vay thường lớn hơn và thời gian hoàn trả dài hơn, thường được sử dụng cho các cá nhân, tổ chức có nhu cầu mua bất động sản. Các khoản vay thế chấp thường có tài sản đảm bảo, phần lớn thời gian tài sản thế chấp đó chính là bất động sản đang được thu mua. Nếu người vay không thể thực hiện việc chi trả khoản tiền đúng thời hạn, tổ chức cho vay có quyền thu giữ và thanh lý tài sản thế chấp.

### Giao dịch nội bộ và giao dịch bên ngoài
Giao dịch bên ngoài là bất kì giao dịch nào có sự góp mặt của nhiều hơn một bên. Ví dụ, một công ty quyết định thu mua một lượng hàng hóa từ một nhà cung ứng khác sẽ được tính là một giao dịch bên ngoài. Tất cả các giao dịch tiền tệ và giao dịch tín dụng đều được tính là giao dịch bên ngoài do chúng ảnh hưởng đến tình hình tài chính của nhiều hơn một cá nhân hay tổ chức. Trái ngược với đó, giao dịch nội bộ chỉ có ảnh hưởng tới một doanh nghiệp đó. Trao đổi hàng hóa giữa các đơn vị trong cùng một công ty được liệt vào danh sách những giao dịch nội bộ do không có sự thay đổi về tình hình tài chính chung của toàn công ty.